# Rudi Fernand
Rudi Fernand is een Surinaams liedschrijver en muziekpedagoog. Met zijn composities bereikte hij drie maal de finale van SuriPop.

## Biografie
Rudi Fernand werd rond 1986/1987 geboren en verhuisde op zijn 24e naar Paramaribo en geeft daar sindsdien muziekles aan het COVAB. Van beroep is hij visagist. Hij werkte aan verschillende grote mode-evenementen, waaronder de Suriname Fashion Week.
Hij schreef meermaals liedjes voor het muziekfestival SuriPop. In 2012 was dat de compositie van Woman, waarvoor zijn oudere zus Eunice de tekst schreef. Hij schreef het lied Highway of love dat de finale bereikte van SuriPop XX in 2018. Het werd gezongen door Nabila Stone en gearrangeerd door Ernesto van Dal. Voor SuriPop XXI bereikte Dja mi de de finale; ook deze schreef hij met zijn zus Eunice. Deze editie werd afgelast vanwege de corona-uitbraak. Uiteindelijk ging SuriPop XI in 2022 door en wonnen hij en zijn zus Eunice met Dja mi de de eerste prijs.